# شغل‌گرایی
شغل‌گرایی (به انگلیسی: Careerism) تمایل به بالا بردن سوابق شغلی، قدرت و اعتبار، خارج از عملکرد کاری است. عوامل فرهنگی بر نحوه نگرش افراد جویای کار در اهداف شغلی تأثیر می‌گذارند. این‌که یک فرد چگونه اصطلاح «شغل» را تفسیر می‌کند، می‌تواند بین کسانی که با شغل خود زندگی می‌کنند و کسانی که شب‌ها وقتی به خانه می‌آیند، شغل خود را دم در می‌گذارند، تمایز قائل شود.
شاین سه جنبه مهم از محیط‌های فرهنگی و شغل‌گرایی را مشخص می‌کند:
- چگونه فرهنگ بر مفهوم شغل‌گرایی تأثیر می‌گذارد
- چگونه فرهنگ بر اهمیت شغل نسبت به مسائل شخصی و خانوادگی تأثیر می‌گذارد
- چگونه فرهنگ بر مبانی مشاغل حاشیه‌ای تأثیر می‌گذارد

در دهه ۱۹۵۰ دونالد ای. سوپر این فرضیه را مطرح کرد که شغل‌گرایی محدودیت‌هایی دارد و پنج مرحله از توسعه شغلی را در طول عمر مشخص کرد. مرحله رشد (سنین ۰ تا ۱۴ سال) که بر آگاهی اولیه از شغل، ایجاد نگرانی برای آینده و ایجاد اعتماد به نفس در تصمیم‌گیری تمرکز دارد. مرحله کاوش (سنین ۱۵ تا ۲۴ سالگی) که شامل درک علایق و توانایی‌های شخصی، بررسی مشاغل و انتخاب‌های شغلی آزمایشی است. مرحله استقرار (سنین ۲۵ تا ۴۴ سالگی) که بر تثبیت موقعیت شغلی، توسعه مهارت‌ها و پیشرفت شغلی در عین ادغام خودپنداره با نقش‌های اجتماعی تأکید دارد. در مرحله حفظ و نگهداری (سنین ۴۵ تا ۶۴ سال)، افراد در مورد شغل خود تأمل می‌کنند، دستاوردها را حفظ می‌کنند و ضمن حفظ دستاوردها، با تغییرات سازگار می‌شوند. در نهایت، مرحله جدایی (سن ۶۵ سال به بالا) شامل سازگاری با کاهش انرژی، واگذاری مسئولیت‌ها و گذار به زندگی‌ای است که در آن کار با حقوق دیگر محوریت اصلی یا امکان‌پذیر نیست.